# Сонячний екватор
Сонячний екватор — широта безпосередньо «під» сонцем, де воно розташовано чітко вертикально опівдні. Через нахил земної орбіти сонячний екватор змінюється протягом року, від Тропіка Козорога у грудні до Тропіка Рака у червні.